# ينفوخيات الشكل
ينفوخيات الشكل (باللاتينية: Tetraodontiformes) هي رتبة من الأسماك المستمدة إلى حدٍ كبير من الأسماك شعاعية الزعانف، تسمى أيضًا مَلحومات الفَكّ (Plectognathi). وفي بعض الأحيان، يتم تصنيفها ضمن الرتبة الفرعية الفرخيات. ويمثل رتبة التيترادونتيفورم عشر فصائل وحوالي 360 نوعا ككل؛ معظمها بحرية وتعيش في الشعاب المرجانية الاستوائية وحولها، ولكن يوجد عدد قليل من الأنواع في مجاري المياه العذبة وأخوارها. ولا توجد لها سلالات مباشرة وتنحدر من خط من الأنواع التي تعيش في الشعاب والتي ظهرت منذ حوالي 40 مليون سنة.

## الخصائص
تتضمن هذه الرتبة العديد من الأسماك غريبة الشكل، وهي تختلف كل الاختلاف عن الشكل الانسيابي المعتاد الذي تتميز به معظم الأسماك. وتتراوح هذه الأشكال من الأسماك مربعة أو مثلثة الشكل تقريبًا (أسماك الصندوق) وكروية الشكل (أسماك المنفاخ) إلى المنضغطة جانبيًا (أسماك المبرد) وأسماك تريجر. كما أنها تتباين من حيث الحجم، فهناك روداريوس إكسيلسوس (Rudarius excelsus) التي يبلغ طولها 2 سنتيمتر (0.79 بوصة) فقط وصولاً إلى سمكة شمس المحيط، وهي أطول سمكة بين الأسماك العظمية؛ حيث يصل طولها إلى 3 متر (9.8 قدم) وتزن أكثر من 2 طن.
إن معظم الأسماك في هذه الرتبة، فيما عدا فصيلة باليستيداي، مصنفة ضمن رتبة أوستراسايفورمس (ostraciiforms)؛ أي أن جسمها صلب وغير قادر على الانثناء الجانبي. وبسبب هذا، فإنها تتحرك ببطء وتعتمد على زعانفها الصدرية والظهرية والشرجية والذيلية في التحرك إلى الأمام بدلاً من التموج بجسمها. ومع ذلك، فإن الحركة غالبًا ما تكون جيدة جدًا؛ حيث تساعد الزعانف الظهرية والشرجية في المراوغة والثبات. وفي معظم الأنواع، تكون كل الزعانف بسيطة وصغيرة ومستديرة، باستثناء الزعانف الحوضية التي، إن وجدت، تكون ملتحمة ودفينة. ومرة أخرى، ففي معظم أسماك هذه الرتبة، فإن صفائح الخياشيم مغطاة بالجلد، في حين أن الخيشوم الوحيد المفتوح به قلعة صغيرة يقع فوق الزعنفة الصدرية.
يبدو أن إستراتيجية أسماك التيتراداينتفورم هي الدفاع على حساب السرعة، إلى جانب أن جميع الأنواع محصنة بحراشف معدلة إلى صفائح أو شوكات قوية - أو بجلد قوي ومتين (أسماك المبرد وأسماك شمس المحيط). وهناك صفة دفاعية مذهلة أخرى في أسماك المنفاخ وأسماك الشيهم؛ ألا وهي قدرتها على نفخ جسمها لزيادة قطره العادي بدرجة هائلة: ويتم ذلك من خلال شفط الماء إلى الرتج في المعدة. وتحظى العديد من أنواع الأسماك الكروية (التيتراودونتيدا) والأسماك ثلاثية الأسنان (التريودونتيدا) وأسماك الشيهم (الديودونتيداي) بمزيد من الحماية من الافتراس من خلال التيدرودوتاكسين، وهو سم عصبي قوي متركز في أعضائها الداخلية.

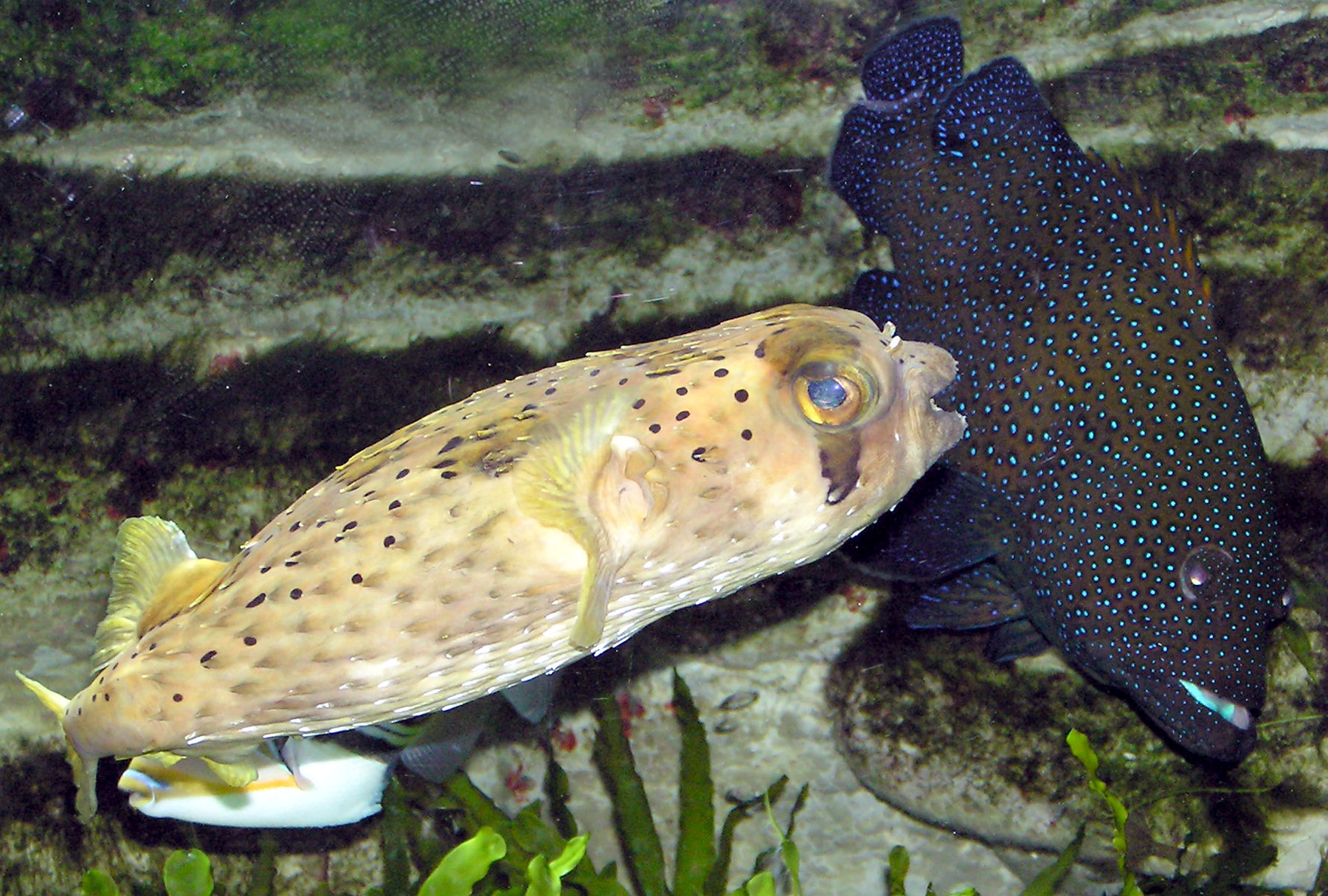
سمكة شيهم طويلة الشوكات، Diodon holocanthus. وتوجد على اليمين سمكة شنينو، Cephalopholis argus.

تتميز الأسماك من رتبة التيترادونتيفورم بـ هياكل عظمية معدلة للغاية، وهي بدون عظام أنفية أو جدارية أو تحت الحجاج أو (عادةً) عظام الضلع السفلي. وتتسم عظام الفك بأنها معدلة وملتحمة في شكل «منقار»؛ وتوجد دروز واضحة تقسم المناقير إلى «أسنان». وهذا يدل على اسمها، المشتق من الكلمات اليونانية tetra بمعنى «أربعة» وodous بمعنى «أسنان» والكلمة اللاتينية forma بمعنى «الشكل». ويعد معرفة عدد هذه العظام الشبيهة بالأسنان طريقة لتمييز الفصائل المتشابهة. على سبيل المثال، فصيلة التيترادونتيدا («رباعية الأسنان») وفصيلة التريودونتيدا («ثلاثية الأسنان») وفصيلة الديودونتيداي («ثنائية الأسنان»).
تساعد الفكوك عضلات قوية، كما أن العديد من الأنواع لديها أيضًا أسنان بلعومية لتمكينها من زيادة مضغ مكونات الفريسة. ويرجع هذا إلى أن التيترادونتيفورم تفترس في الغالب اللا فقاريات ذات الأصداف الصلبة، مثل القشريات والمحار.
إن فصيلة الموليدي واضحة حتى داخل هذه الرتبة الغريبة: إنها تفتقر إلى المثانات الهوائية والشوكات، كما تساعدها في الحركة زعانفها الظهرية والشرجية الطويلة للغاية. هذا بالإضافة إلى غياب السويقة الذيلية وتقليص الزعنفة الذيلية إلى هيكل صلب يشبه الدفة. وتعيش المولدات في منطقة البحر المفتوح وليست مرتبطة بالشعب المرجانية، كما تتغذى على اللا فقاريات ذات الأجسام الطرية، وخصوصًا قنديل البحر.

## الفصائل

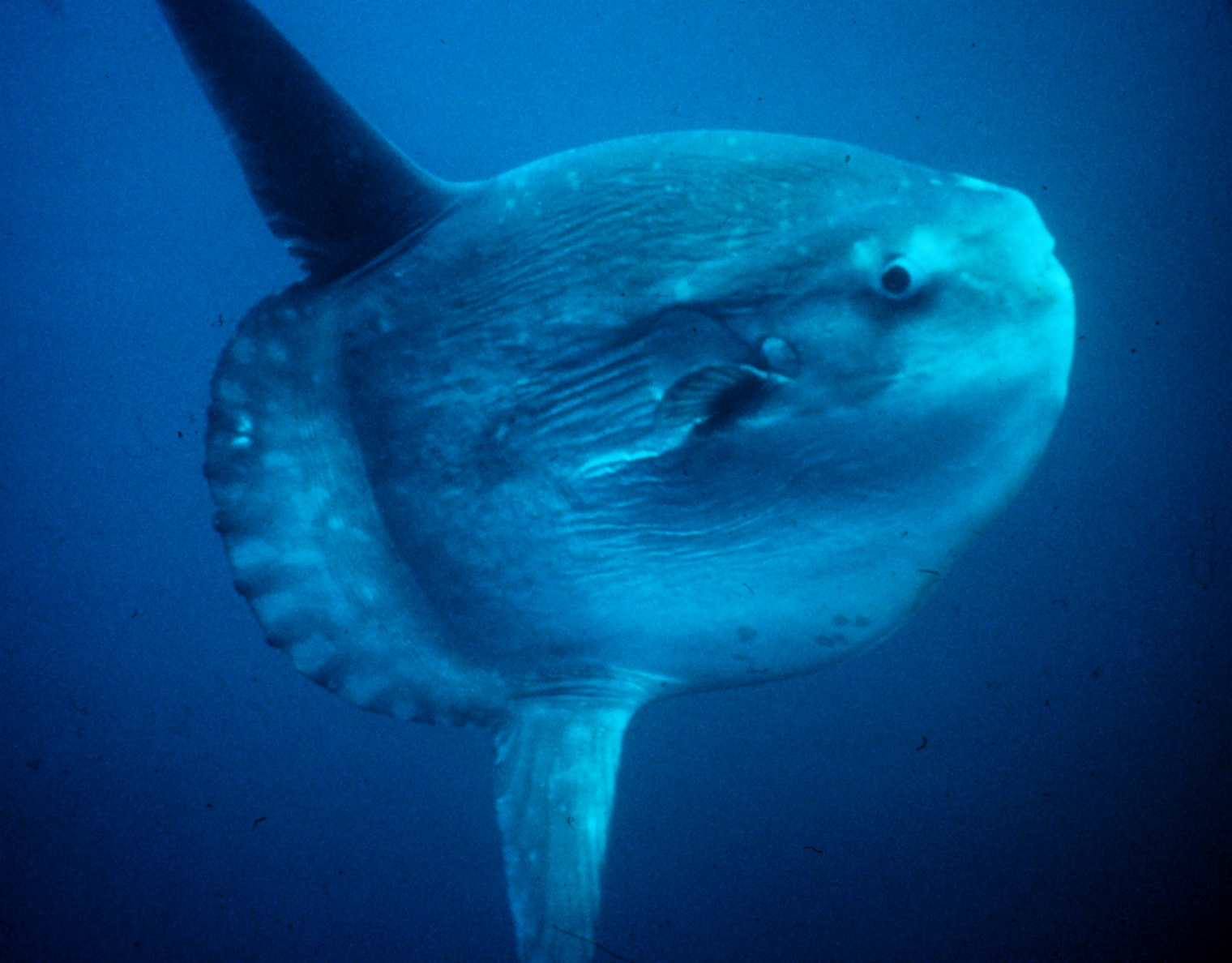
سمكة شمس المحيط.

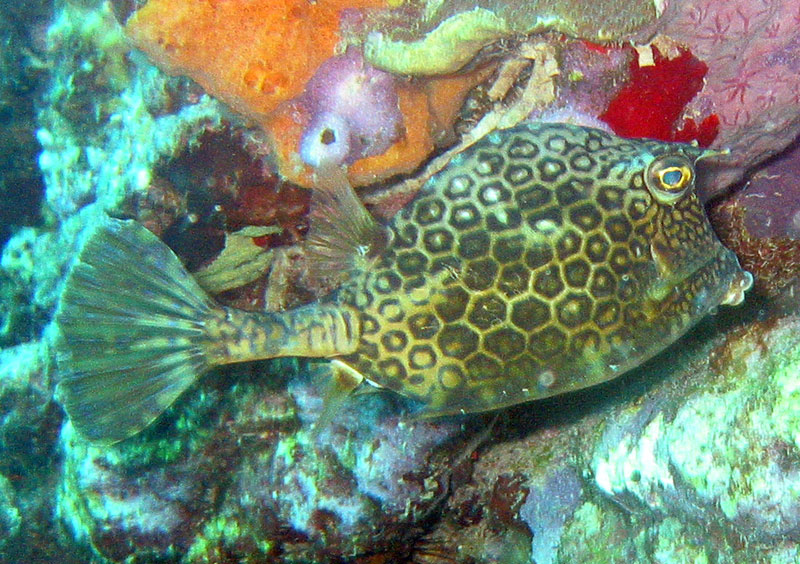
تعد السمكة البقرية الشبيهة بقرص العسل جزءًا من فصيلة الأوستراسيداي (Ostraciidae).

- الأراكانيداي (Aracanidae) — أسماك الصندوق في المياه العميقة
- الباليستيداي (Balistidae) — أسماك تريجر
- الديودونتيداي (Diodontidae) — أسماك الشيهم
- الموليدي (Molidae) — أسماك شمس المحيط
- الموناكانثيداي (Monacanthidae) — أسماك المبرد
- الأوستراسيداي (Ostraciidae) — أسماك الصندوق
- التيتراودونتيدا (Tetraodontidae) — أسماك المنفاخ
- الترياكانثيداي (Triacanthidae) — الأسماك ثلاثية الشوكات
- الترياكانثوديداي (Triacanthodidae) — أسماك السبايك
- التريودونتيدا (Triodontidae) — أسماك المنفاخ ثلاثية الأسنان

## فصائل الحفريات
- †بولكاباليستيداي (Bolcabalistidae)
- †كريتاترياكانثيداي (Cretatriacanthidae)
- †إيوبليستيداي (Eoplectidae)
- †إيوسبينيداي (Eospinidae)
- †موكليباليستيداي (Moclaybalistidae)
- †بليكتوكريتاسيسيداي (Plectocretacicidae)
- †بروتوباليستيداي (Protobalistidae)
- †بروترياكانثيداي (Protriacanthidae)
- †سبيناكانثيداي (Spinacanthidae)

## اقرأ أيضا
- سمكة الصندوق